# Pozuelos (paroisse civile)
Pour les articles homonymes, voir Pozuelos.
Pozuelos est l'une des deux divisions territoriales et statistiques dont l'unique paroisse civile de la municipalité de Juan Antonio Sotillo dans l'État d'Anzoátegui au Venezuela. Sa capitale est Pozuelos, de fait le quartier de Pozuelos, dit barrio Pozuelos en espagnol, qui constitue la partie sud de la ville de Puerto La Cruz.

## Géographie

### Démographie
Hormis sa capitale Pozuelos, la paroisse civile possède plusieurs localités ainsi que d'autres quartiers méridionaux de Puerto La Cruz dont :
- Boquerón
- Cambural
- Caratal
- Carrasposo
- Carrizal
- Curaguaro
- El Cacao
- El Limón
- El Rincón
- El Salto
- El Tigre
- Guaricaita
- La Adjunta
- Las Lajas
- Pozuelos
- Quartiers méridionaux de Puerto La Cruz
  - Barrio Molorca
  - Bello Monte
  - El Jobo
  - Las Charas
  - Monte Cristo
  - Sierra Maestra
  - Tierra Adentro
  - Urbanización Chuparín Central
  - Valle Verde
- Peonía
- Pekín
- Portugual
- Putucal
- Sabana Larga
- San Diego
- San Pedro
- Tucupido